# براندوو
براندوو (به چکی: Brandov) یک منطقهٔ مسکونی در جمهوری چک است که در ناحیه موست واقع شده‌است. براندوو ۱۲٫۳ کیلومتر مربع مساحت و ۲۶۳ نفر جمعیت دارد و ۵۴۳ متر بالاتر از سطح دریا واقع شده‌است.